# Пію мараньйонський
Пію мараньйонський (Synallaxis maranonica) — вид горобцеподібних птахів родини горнерових (Furnariidae). Мешкає в Еквадорі і Перу.

## Опис
Довжина птаха становить 15,5 см, вага 16-17 г. Верхня частина тіла коричнева, нижня частина тіла сірувата, крила і хвіст руді. Над очима світлі, сірувато-коричневі "брови".

## Поширення і екологія
Мараньойнські пію мешкають в долині річки Мараньйон на північному заходу Перу (північна Кахамарка, північно-західний Амазонас) та на крайньому півдні Еквадору (південь Самора-Чинчипе). Вони живуть в підліску у рідколіссях, на узліссях сухих і вологих тропічних лісів, в чагарникових заростях. Зустрічаються парами на висоті від 450 до 1800 м над рівнем моря.

## Збереження
МСОП класифікує цей вид як такий, що перебуває на межі зникнення. За оцінками дослідників, популяція мараньйонських пію становить від 6 до 15 тисяч птахів. Їм загрожує знищення природного середовища.